# بالابند
روستای بالابند در جنوب غربی شهرستان تنکابن و در مرز جغرافیایی شهرستان رامسر قرار دارد.که به همراه تنکابن ورامسر به گیلکی سخن می گویند.
این روستا در ارتفاعات میان بند جنگل‌های زیبای شمال قرار داشته و ارتفاع ار سطح دریا از حدود ۵۰۰ متر تا ۸۰۰ متری می‌باشد. در گذشته شغل عمده مردم این روستا دامداری بوده ولی از حدود ۵۰ سال پیش چایکاری در این روستا شروع شده و امروزه شغل اکثر مردم این روستا چایکاری است.
فاصله زیاد تا شهر تنکابن و همچنین مشکل اشتغال باعث مهاجرت عمده به روستاهای مجاور و شهر شده‌است. جمعیت این روستا در گذشته بالغ بر ۲۰۰ خانوار بود ولی در فصل زمستان این جمعیت به حداقل مقدار است. زیرساخت‌های عمده در این روستا شامل جاده آسفالته، آب لوله کشی، برق، تلفن و مدرسه ابتدایی و مسجد است که در حدود ده سال می‌باشد که کارخانهٔ چای طلای سبز بالابند ساخته شده‌است که این سبب حل بسیاری از مشکلات مردم گشته . اسم این روستا به گویش محلی «جوربند» است به این دلیل می‌باشد که پیشوند فامیلیه اکثریت مردم بومی جور می‌باشد مثلاً ناصر جور ابراهمیان .
«جور» به زبان محلی (گیلکی)به معنی بالا است. که علت نامگذاری این روستا قرارگیری آن در دامنه‌ای مشرف به دره که یکی از سرشاخه‌های رودخانه شیرود است، می‌باشد. گونه‌های جنگلی در اطراف این روستا شامل ممرز، راش، افرا، توسکا و شمشاد است. یکی از جاذبه‌های دیدنی این روستا چشم انداز زیبای ان به شهر تنکابن است. هرچند باغات چای به مانند مخملی سبز تمام این روستا را پوشانده و مناظری سحرانگیز و بدیع را ایجاد کرده‌است. این روستا در صورت برنامه‌ریزی مناسب به پتانسیل‌های مناسبی برای اشتغال در زمینه دامداری صنعتی و چای دارد.این روستا به لحاظ جغرافیایی در دهستان گلیجان و بخش مرکزی شهرستان تنکابن قرار دارد. برای رسیدن به این روستا می‌توان از طریق سلیمان آباد یا شیرود ادامه مسیر داده و پس از رسیدن به روستای چالکش از ارتفاع جلگه‌ای خارج شده و به سمت جنگل حرکت نموده و پس از عبور از روستای آهکچال به روستای بالابند رسید. طول جاده جنگلی از روستای چالکش تا بالابند حدود ۷ کیلومتر است.
همچنین در لغت‌نامه دهخدا آمده‌است که بالابند دهی است از دهستان گلیجان شهسوار که در هزارگزی جنوب باختری شهسوار واقع است. ناحیه‌ایست کوهستانی و جنگلی با آب و هوای معتدل و ۳۹۰ تن سکنه، آب آنجا از چشمه سار تأمین می‌شود. محصول عمده آن چای و لبنیات و شغل مردمش گله داری است و در تابستان به ییلاق لیمرا میروند. این ده از دو محل بالا و پائین تشکیل شده و راهش مالرو است. (از فرهنگ جغرافیایی ایران ج ۳). رابینو گوید: لنگا دو قسمت است، یکی جوربند یا بالابند که همان لنگاست و دیگری جیربند یا پایین بند.
این منطقهٔ محروم علی‌رغم همهٔ کمبودهای امکاناتی همیشه نخبگان زیادی در عرصه‌های پزشکی قضاوت ونظامی تحویل جامعه میدهد که تعدادی از آن‌ها در عرصهٔ کشوری و حتی جهانی شهره‌اند .